# 위성 링크
위성 링크(Satellite Link)는 송신 지구국과 수신 지국국 사이에서 위성을 경유하는 무선 전송으로, 일반적으로 업링크와 다운링크로 구성되어 있으나, 위성간 링크가 포함되는 경우가 있다.